# Avaí
Avaí este un oraș în São Paulo (SP), Brazilia. 